# Pallas (affranchi)
Pour les articles homonymes, voir Pallas.
Marcus Antonius Pallas (v. 1 – 63) fut un important affranchi grec et secrétaire du trésor durant les règnes des empereurs romains Claude et Néron. Il avait un frère cadet, Marcus Antonius Felix, procurateur de la province de Judée. Selon Tacite, Pallas et Felix descendaient des rois grecs d’Arcadie, affirmation sans fondement selon Pierre Grimal.

## Biographie
Pallas était à l’origine un esclave d’Antonia la Jeune, fille de Marc Antoine et nièce de l’empereur Auguste. Pallas adopta son nom lorsqu’il fut affranchi. Flavius Josèphe le mentionne comme l’esclave de confiance envoyé par Antonia pour apporter la preuve à Tibère du meurtre de son fils Julius Caesar Drusus par Séjan. Antonia affranchit probablement Pallas entre 31 et 37, date à laquelle il aurait dépassé l’âge minimum pour être libéré. Il posséda des terres en Égypte à cette période, probablement une récompense pour son service. À la mort d’Antonia en 37, il devint client de son fils Claude, une tradition lors du décès d’un ancien maître et patron.
Claude répartit entre ses affranchis de confiance la gestion de ses biens et le gouvernement impérial. Pallas fut nommé secrétaire aux finances de la maison impériale (a rationibus). Il accomplit sa tâche avec tant d’efficacité que Cornelius Scipio proposa au Sénat qu’il soit récompensé. Il est cité comme l’un des hommes les plus riches de l’époque par Pline l'Ancien. Quand son frère Felix fut rappelé à Rome pour être jugé pour mauvaise gestion, Pallas ne put empêcher son bannissement, alors même qu’il était au faîte de sa carrière. Il ne parvint pas non plus à empêcher l’exécution en 47 de son compagnon affranchi Polybe pour trahison.
Durant la seconde moitié du règne de Claude, Pallas choisit de soutenir Agrippine la Jeune comme nouvelle impératrice après la chute de Messaline. Tacite note ses efforts pour essayer de réunir les familles julienne et claudienne par le mariage, et d’éviter un futur mari à Agrippine ou qu’elle-même réclame le trône. Mais l’historien antique explique également que la véritable raison pour ce choix était que Pallas et Agrippine étaient amants. Les historiens modernes suggèrent que leur relation était strictement politique et qu’ils s’aidaient pour atteindre des objectifs communs. L’influence de Pallas sur Agrippine était réelle et devint connue de tous, mais il continua à conseiller Claude sur les questions d’État. Il fut à l’origine de la loi qui indiqua qu’une femme libre qui épousait un esclave resterait libre si le maître était d’accord[réf. nécessaire].
Lorsque le fils d’Agrippine, Néron, succéda à Claude, Pallas conserva sa position au trésor durant un temps. Certains suggèrent qu’il aida Agrippine à assassiner Claude, vu qu’il était sûr de sa sécurité future[réf. nécessaire]. Cette sûreté ne dura pas longtemps. En 55, Néron retira Pallas du service, fatigué d’avoir à traiter avec les alliés d’Agrippine. Il accusa ensuite Pallas de conspirer pour le renverser et le remplacer par Faustus Sylla, le mari de la fille de Claude, Claudia Antonia. Sénèque, qui avait de l’influence dans l’entourage de Néron, prit la défense de Pallas durant son procès et obtint l’acquittement. Pallas ne put cependant échapper à la colère de Néron qui le fit tuer en 63, probablement pour avoir accès à une partie de sa fortune, puisqu’il était officiellement son patron. Une partie de l’argent fut sans doute tout de même transmise à la famille de Pallas, puisque l’un de ses descendants devint consul en 167[réf. nécessaire].

## Sources
- PIR² A 859
- S.V. Oost, « The Career of M. Antonius Pallas », dans American Journal of Philology no 79, 1958, p. 113-139.

- (en) Cet article est partiellement ou en totalité issu de l’article de Wikipédia en anglais intitulé « Pallas (freedman) » (voir la liste des auteurs).